# Michael Davies
Michael Treharne Davies (ur. 13 marca 1936 w Yeovil, zm. 25 września 2004 w Londynie) – brytyjski nauczyciel, tradycjonalista katolicki, autor wielu książek na temat kondycji katolicyzmu po Soborze Watykańskim II. Były prezes Międzynarodowej Federacji „Una Voce”.

## Biogram
Urodził się 13 marca 1936 w niewielkim mieście Yeovil, w hrabstwie Somerset na południu Anglii. Jego ojcem był Cyril Davies, Walijczyk, baptysta, a jego matka, Annie z domu Garnworth należąca do Kościoła anglikańskiego. W 1954 wstąpił do armii brytyjskiej i jako zwykły żołnierz walczył z komunistyczną partyzantką na Malajach, brał udział w brytyjsko-francuskiej interwencji w Egipcie podczas tzw. kryzysu sueskiego, a także w kampanii przeciwko nacjonalistycznym organizacjom terrorystycznym na Cyprze.
17 kwietnia 1957 złożył katolickie wyznanie wiary, przyjmując sub conditione (wcześniej był ochrzczony w kościele anglikańskim) sakrament chrztu św. z rąk ks. Michaela McSweeneya, proboszcza parafii pw. św. Piotra Apostoła w Plymouth. Ożenił się w lipcu 1961 Marią Miloš, Chorwatką, z którą miał czworo dzieci. Kształcił się w Catholic Training College w Londynie, gdzie w 1964 uzyskał uprawnienia nauczycielskie. Zadebiutował w prasie w maju 1967 artykułem poświęconym wojnie w Wietnamie.
W roku 1967 wstąpił do konserwatywnego Latin Mass Society, którego założyciele postawili sobie za zadanie bronić tradycyjnej mszy i związanego z nią dziedzictwa. W październiku 1968 r. Davies wziął udział i wygłosił referaty podczas odbywającego się w Cambridge i Londynie cyklu konferencji poświęconych zmianom w liturgii.
Kolejną sprawą, której poświęcił wiele wysiłku, było demaskowanie rzekomych objawień w Medziugorie, czemu poświęcił dwie książki. Teksty Daviesa były stale drukowane w wielu katolickich periodykach, jak choćby w brytyjskim „Christian Order” czy amerykańskich „The Remnant” (od 1971 r. miał tam swoją stałą rubrykę), „The Angelus” i „The Latin Mass”.
Zaangażował się w obronę abp. Marcela Lefebvre’a, napisał broszurę zatytułowaną Archbishop Lefebvre – The Truth, która cieszyła się dużym powodzeniem i była kilkakrotnie wznawiana. w czerwcu 1979 została opublikowana Apologia pro Marcel Lefebvre przez wydawnictwo Angelus Press.
W 1995 r. Michael Davies został wybrany prezydentem Międzynarodowej Federacji Una Voce, zrzeszającej stowarzyszenia tradycyjnych katolików z ponad 20 krajów świata, głównie Europy i Ameryki Północnej.
Pod koniec 2002 zdiagnozowano raka, do samej śmierci pracował nad Pope John’s Council. Zmarł nagle na rozległy zawał serca 25 września 2004.

## Publikacje
- The Liturgical Revolution, vol. I: Cranmer’s Godly Order, Roman Catholic Books wyd. polskie Zniszczenie Mszy Świętej czyli Godly Order Cranmera, wyd. Te Deum, wydanie poprawione 2016, ISBN 978-83-945648-0-3.
- The Liturgical Revolution, vol. II: Pope John’s Council, Angelus Press, wyd. polskie Sobór papieża Jana Rewolucja liturgiczna, wyd. Te Deum, 2014, ISBN 0-935952-04-7.
- The Liturgical Revolution, vol. III: Pope Paul’s New Mass, Angelus Press, wyd. polskie Nowa msza papieża Pawła  wyd. Te Deum, 2014, ISBN 978-83-89345-35-6.
- The Order of Melchisedech, Roman Catholic Books
- Apologia Pro Marcel Lefebvre, vol. I, Angelus Press
- Apologia Pro Marcel Lefebvre, vol. II, Angelus Press
- Apologia Pro Marcel Lefebvre, vol. III, Angelus Press
- Partisans of Error (on Modernism) – 109pp, Neumann Press
- Newman Against the Liberals, Roman Catholic Books
- A Fireside Chat with Malcolm Muggeridge, Roman Catholic Books
- The Second Vatican Council and Religious Liberty, Neumann Press, wyd. polskie Sobór Watykański II a wolność religijna, wyd. Te Deum 2002 ISBN 83-87770-71-X.
- I am with you always (on the Indefectibility of the Church), Neumann Press
- For Altar and Throne – The Rising the Vendée, The Remnant Press
- Medjugorje after Fifteen years, The Remnant Press
- St John Fisher, Neumann Press
- The Wisdom of Adrian Fortescue (edited by Michael Davies), Roman Catholic Books
- Liturgical Time Bombs in Vatican II – The Destruction of Catholic Faith Through Changes in Catholic Worship, TAN Books, wyd. polskie Liturgiczne bomby zegarowe Vaticanum II, wyd. Te Deum 2004 ISBN 83-89345-54-4.